# Madre
Madre é um título feminino honorífico-hierárquico cristão, comumente católico, dado a um membro laico de uma ordem ou congregação religiosa que vive normalmente num convento. 

## Etimologia

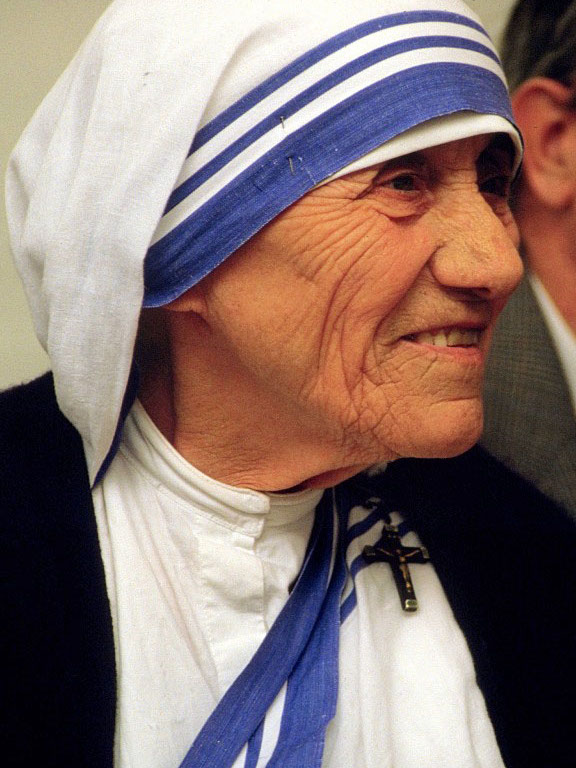
Madre Teresa de Calcutá (1910-1997).

Etimologicamente, o termo deriva do acusativo singular do latim Matrem pelo italiano Madre, que denota Mãe. O título, que é a priori designado informalmente à freira que ocupa o cargo de superiora de uma comunidade religiosa, deve ser anteposto ao seu prenome.
Nos conventos, tanto nos ocidentais sob a Regra Beneditina ou agostiniana, quanto nos orientais, de regra basialiana, o título é atribuído àquela que desempenha o papel de abadessa, uma vez que se torna, para suas coirmãs, mãe e mestra.

## NoProtestantismo
Em comunidades religiosas de vida consagrada do protestantismo histórico, o termo também é empregado. Tal é o caso da Irmandade Evangélica de Maria, que congrega freiras luteranas e de outras denominações, que deve sua fundação à Madre Basilea Schlink e à Madre Martyria Madauss.